# Крохмалюк Анатолій Васильович
Анато́лій Васи́льович Крохмалю́к (нар. 6 вересня 1960 року, СРСР, УРСР, Крижопіль) — радянський і український легкоатлет, фахівець із бігу на середні та довгі дистанції.
Виступав на всесоюзному рівні в 1980-х роках, багаторазовий переможець та призер першостей всесоюзного значення, чемпіон СРСР у бігу на 10 000 метрів, учасник чемпіонату світу в Гельсінкі. Представляв Вінницю та спортивне товариство «Колос». Майстер спорту СРСР міжнародного класу.

## Біографія
Анатолій Крохмалюк народився 6 вересня 1960 року в селищі міського типу Крижопіль Тульчинського району Вінницької області.
Займався легкою атлетикою у Вінниці під керівництвом тренерів Миколи Івановича Пуздимира та Василя Максимовича Мітурича, виступав за добровільне спортивне товариство «Колос». Закінчив Вінницький державний педагогічний інститут (1980) та Українську сільськогосподарську академію у Києві (1989).
Вперше заявив про себе на всесоюзному рівні в сезоні 1980 року, коли в бігу на 5000 метрів посів восьме місце на чемпіонаті СРСР у Донецьку.
У 1982 році в тій же дисципліні став шостим на Меморіалі братів Знаменських у Москві, п'ятим на чемпіонаті СРСР у Києві, перевершив усіх суперників на Меморіалі Володимира Куца в Подільську.
1983 року в бігу на 3000 метрів переміг у матчевій зустрічі зі збірною Великобританії в Бірмінгемі, виграв бронзову медаль на всесоюзних змаганнях у Ленінграді. У бігу на 5000 метрів узяв бронзу на чемпіонаті країни в рамках VIII річної Спартакіади народів СРСР у Москві, з особистим рекордом 13:21.2 виграв срібну медаль на змаганнях у Ленінграді. Завдяки низці вдалих виступів удостоївся права представляти Радянський Союз на чемпіонаті світу з легкої атлетики в Гельсінкі, що вперше проводився, — у фіналі 5000 метрів показав час 14:00.27, опинившись у підсумковому протоколі на 15-му рядку.
1984 року став п'ятим на міжнародному турнірі в Ірландії та на змаганнях у Києві. Розглядався як кандидат на участь у літніх Олімпійських іграх у Лос-Анджелесі, проте СРСР разом із кількома іншими країнами східного блоку бойкотував ці змагання з політичних причин. Натомість Крохмалюк виступив на альтернативному турнірі «Дружба-84» у Москві, де у 5000-метровій дисципліні показав восьмий результат. Пізніше на літньому чемпіонаті СРСР у Донецьку завоював срібну та золоту нагороди на дистанціях 5000 та 10 000 метрів відповідно.
У 1985 році в бігу на 3000 метрів виграв бронзову медаль на зимовому чемпіонаті СРСР у Кишиневі, у бігу на 5000 метрів переміг на змаганнях у Сочі, фінішував шостим на Меморіалі братів Знаменських у Москві, здобув срібло на літньому чемпіонаті.
У 1986 році в бігу на 10 000 метрів став сьомим на чемпіонаті СРСР у Києві.
За видатні спортивні досягнення удостоєний почесного звання «Майстер спорту СРСР міжнародного класу» (1983).